# (36660) 2000 QF206
2000 QF206 (asteroide 36660) é um asteroide da cintura principal. Possui uma excentricidade de 0.18186600 e uma inclinação de 1.10054º.
Este asteroide foi descoberto no dia 31 de agosto de 2000 por LINEAR em Socorro.